# قاعدة تشاتام هاوس

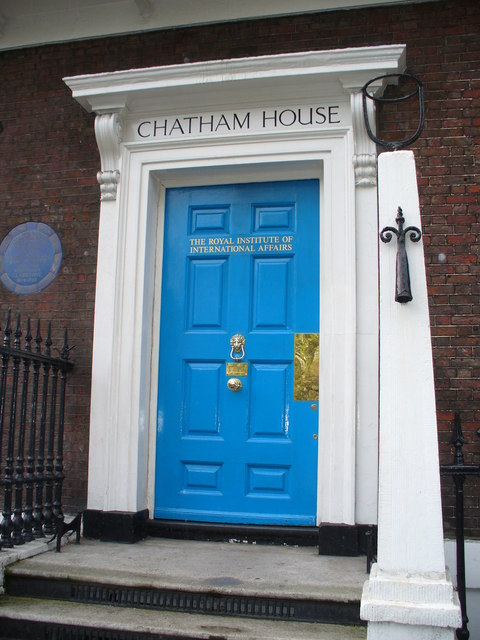
مدخل «دار تشاتام».

قاعدة تشاتام هاوس أو قاعدة دار تشاتام هو نظام يستخدم في المناظرات والمناقشات السياسية التي قد تكون محل جدل. تنسب إلى معهد «تشاتام هاوس» اللندني. يعود تاريخ القاعدة إلى سنة 1927 م.
والقاعدة تنصّ:
وقد ترجمت التشاتام هاوس القاعدة من الإنكليزية إلى اللغات العربية والصينية والفرنسية والألمانية والبرتغالية والإسبانية والروسية.

## المغزى
الهدف من وراء القاعدة هو إتاحة الفرصة للمشاركين التستر على هوياتهم، سواء الاسم أو الجهة التي يتبعونها. فللمشاركين حرية استخدام المعلومات المتلقاة في الندوة، لكن لا يسمح بكشف هوية أو انتماء المتحدث أو أي مشارك آخر، وبالتالي فإن ما يقال لا يمكن معرفة قائله، وهذه السرية تشجع العديد من الأشخاص على التصريح بأقوال وآراء قد تتناقض مع ما يصرحونه علناً أو الجهة أو الحزب الذي ينتمون إليه.